# Gullholmen fyr
Gullholmen fyr eller Guldholmen fyr ligger på den lille ø Gullholmen i Oslofjorden i Moss kommune i Viken fylke, Norge. I dag består fyret af et 8 meter højt glasfibertårn, foran den gamle fyrbygning. Fyret blev automatiseret i 1984 og tilhører nu en stiftelse, mens holmen tilhører Moss kommune. Gullholmen er det vestligste punkt i Østfold fylke.

## Historie
I 1891 blev der udarbejdet en oversigt over behovet for nye fyr og tågesignaler i Oslofjorden. I forslaget indgik et fyr med tågesignal på Gullholmen. Nødvendige midler blev bevilget i budgettet for 1893/1894. Gullholmen fyr stod færdig og blev tændt den 15. september 1894.
I 1930 blev fyret elektrificeret med strøm fra det kommunale net. I den første periode bestod fyrbetjeningen af fyrvogter med husstand, men blev kort før 1940 udvidet med en fyrbetjent. I den anledning blev en ny familiebolig opført øst for den gamle fyrbygning.
I 1984 blev Gullholmen fyrstation automatiseret og fyret erstattet med en fyrlygte som står foran fyrbygningen.
Underbygningen til fyrlygten – et glasfibertårn – blev løftet af en helikopter fra kystverkets fartøj «Ryvingen» og sat på plads på Gullholmen sydvest for det for det gamle fyr. Fyrstationen ble samtidig affolket og bygningerne blev stående tomme.
I 1989 blev Gullholmen fyr formelt overdraget fra Kystverket til Direktoratet for naturforvaltning og samme år blev der skrevet lejekontrakt mellem de nye ejere og stiftelsen Gamle Guldholmen Fyr. Stiftelsen blev oprettet for at vedligeholde og bevare det nedlagte fyranlæg på grund af kulturhistorisk værdi, samt at forberede nye aktiviteter i bygningerne. I dag bliver den gamle fyrbygning udlejet.
I forbindelse med Kystverkets etablering af Horten trafikksentral i 1999, blev der opsat en radar på Gullholmen for at overvåge trafikken i farvandet mellem Færder og Spro/Steilene på Nesodden.
Kort tid efter affolkningen af fyrstationen blev bygningerne udsat for hærværk, og de fleste vinduesruder blev knust. Kystverket satte nye vinduer i, og der blev slået plader for alle vinduer.
I dag, som i 1984, er der seks bygninger på Gullholmen: To bolighuse, to udhuse, maskinhus og naust.

## Eksterne kilder og henvisninger
1. ↑  Fakta om Moss 2008 – 2010 (Webside ikke længere tilgængelig) Moss Kommune

- Gullholmen.no Arkiveret 14. november 2010 hos  Wayback Machine